# Aplidiopsis georgianum
Aplidiopsis georgianum är en sjöpungsart som först beskrevs av Sluiter 1932.  Aplidiopsis georgianum ingår i släktet Aplidiopsis och familjen klumpsjöpungar.
Artens utbredningsområde är Södra Ishavet. Inga underarter finns listade i Catalogue of Life.